# Mullet Peninsula
Mullet Peninsula är en halvö i republiken Irland.   Den ligger i grevskapet Maigh Eo och provinsen Connacht, i den nordvästra delen av landet, 260 km väster om huvudstaden Dublin.